# Stefano Bottini
Pour les articles homonymes, voir Bottini.

Stefano Bottini, né le 22 août 1956 à Bergame, en Italie, est un homme politique italien, membre du Parti socialiste italien.

## Biographie
Le député Vincenzo Balzamo est décédé, le 2 novembre 1992.
Le 17 novembre 1992, le Parti socialiste italien choisit Stefano Bottini pour remplacer Vincenzo Balzamo et il est le premier sourd à siéger à la Chambre des députés. Stefano participe aux débats politiques avec l'aide d’interprète de la langue des signes italienne-Langue italienne.
Pendant les élections générales italiennes de 1994, son parti Parti socialiste italien n'obtient aucun siège donc Stefano Bottini quitte son poste de député qu'il a occupé seulement un ans et quatre mois. 